# Monument aux morts de Rauba-Capeù
Le monument aux morts de Rauba-Capeù est situé à Nice, sur la route du bord de mer, au niveau du quai Rauba-Capeù, tirant son nom de la partie de la promenade des Anglais, proche du monument, où le vent peut être si fort qu'il « vole les chapeaux » (rauba capeù en niçois).

## Historique
Le monument est situé sur le premier sentier creusé dans la roche, l'ancien chemin des Ponchettes, qui reliait le cours Saleya au port Lympia. Le passage est élargi en 1826.
Le projet de monument aux morts présenté par Roger Séassal, premier grand prix de Rome en 1913, est approuvé le 6 février 1923. La première pierre est posée le 11 novembre 1924 sur un ancien site de carrière. Il est réalisé en 1927 selon les plans de l'architecte niçois Roger Séassal. Il est inauguré par le maréchal Foch le 29 janvier 1928. C'est François Goiran, maire de Nice à l'époque, qui en décide la construction en 1919, en hommage aux Niçois morts durant la Première Guerre mondiale.
Ce monument obtient le label « Patrimoine du XXe siècle » le 28 novembre 2000, et le premier prix aux Trophées de l'aménagement urbain en 2004. Il est inscrit aux monuments historiques le 22 février 2010 avant d'être classé le 24 mai 2011.
En 2018, un reliquaire sculpté en forme d'aigle niçois et contenant les plaques de 2 000 soldats niçois morts pendant la Première Guerre mondiale a été découvert à l'intérieur du monument, à vingt mètres de haut. Le reliquaire n'avait pas été archivé.

## Description
Le monument dans son ensemble mesure 32 mètres de hauteur ce qui en fait l'un des plus grands de France. L'urne, aménagée dans une niche cintrée, contient les 3 665 plaques des Niçois morts au cours de la Première Guerre mondiale. Le monument comporte deux hauts-reliefs sculptés par Alfred Janniot : celui de gauche est basé sur le thème de la guerre et celui de droite sur le thème de la paix. Sur l'inscription centrale qui les sépare, on peut lire : « La Ville de Nice à ses fils morts pour la France : Souvenez-vous des œuvres que vos pères ont accomplies de leur temps et vous recevrez une gloire et un nom immortels. »
Un cadran solaire est gravé sur le sol. Il mesure douze mètres de diamètre.